# Pelliales
De Pelliales zijn een orde van levermossen.
Het bestaat uit de volgende families:
- Noterocladaceae Frey & Stech 2005
- plakkaatmosfamilie (Pelliaceae) von Klinggräff 1858